# Gunnar Nielsen (atleta)
Gunnar Nielsen   (Copenhaguen, 25 de març de 1928 - Copenhaguen, 29 de maig de 1985) va ser un atleta danès, especialista en curses de mig fons, que va competir durant la dècada de 1950.
El 1952 va prendre part en els Jocs Olímpics de Hèlsinki, on fou quart en la cursa dels 800 metres del programa d'atletisme. Quatre anys més tard, als Jocs de Melbourne, disputà dues proves del programa d'atletisme. Fou desè en els 1.500 metres, mentre en els 800 metres ni disputà les semifinals després d'haver guanyat la primera sèrie.
En el seu palmarès destaca una medalla de plata en els 1.500 metres del Campionat d'Europa d'atletisme de 1954, rere Roger Bannister. Guanyà catorze campionats nacionals, vuit dels 800 metres (de 1949 a 1956); cinc dels 1.500 metres (de 1952 a 1956); i un del pentatló (1955).
Va millorar diversos rècords nacionals i va igualar dos rècords del món, les 880 iardes i els 1.500 metres.
Un cop retirat va treballar de tipògraf per la Det Berlingske Officin.

## Millors marques
- 800 metres. 1'47.5" (1957)
- 880 iardes, 1'48.6" (1954)
- 1.000 metres. 2'20.5" (1955)
- 1.500 metres. 3'40.8" (1956)
- milla. 3' 59.2" (1956)[7]